# Серебряное и чёрное
«Серебряное и чёрное» (англ. Silver & Black) — отменённый американский супергеройский фильм, основанный на персонажах Marvel Comics Серебряном Соболе и Чёрной кошке, который должен был быть снять студией Columbia Pictures в сотрудничестве с Marvel и издан Sony Pictures Entertainment. Проект должен был стать вторым фильмом «Вселенной Человека-паука от Sony», но был отменён и переработан в новые проекты после задержки сценария. Режиссёром фильма должна была быть Джина Принц-Байтвуд, которая работала над сценарием вместе с Лизой Джой и Крисом Йостом.
«Черная кошка» впервые должна была появиться в отменённом фильме «Человек-паук 4» Сэма Рейми, пока она впервые на большие экраны не попала в фильме «Новый Человек-паук. Высокое напряжение» как Фелиция Харди. Принц-Байтвуд присоединилась в мае, но была недовольна сценарием фильма, который привёл к неопределенной задержке в производстве, в то время как она и Sony переработали проект.
В августе 2018 года Sony отменила фильм и заменила его двумя отдельными сольными фильмами, сосредоточившись на каждом из персонажей. Принц-Байтвуд останется продюсером обоих проектов.

## Сюжет
Согласно синопсису, опубликованному SplashReport, фильм рассказал бы о том, как семь лет назад Мендель Стромм (известный как Робот Мастер) вместе с двумя подручными (Скорпионом и Тарантулой) убил отца Серебряного Соболя. Но сейчас наемница получает заказ от правительства с целью обнаружить Фелицию Харди. Черная Кошка похитила ценную и секретную информацию и теперь скрывается на границе трех государств: Парагвая, Аргентины и Бразилии.
Для того, чтобы найти её, Соболь связывается с Дмитрием Смердяковым (он же Хамелеон), но оказывается, что за Кошкой охотится не только правительство. Кошка заключила договор со Строммом с целью спасти своего отца от российской тюрьмы, а затем подверглась генетическим экспериментам. Теперь сумасшедший ученый желает вернуть результат своих экспериментов, так как тот, кто вложил средства в эксперименты, хочет увидеть результаты Нормана Озборна.

## История создания
В декабре 2009 года персонаж Marvel Comics Филиция Харди должна была быть представлен в «Человеке-пауке 4», а на роль рассматривались Энн Хэтэуэй, Джулия Стайлз, Рэйчел Макадамс и Ромола Гарай. Режиссёр Сэм Рэйми хотел взять персонажа в другом направлении от комикса, заставив её стать суперзлодеем под именем «Стервятница», чтобы стать партнером Стервятника в исполнении Джона Малковича, а не кошка грабитель, известная как Чёрная кошка. В следующем месяце Sony объявила, что франшиза «Человека-паука» будет перезапушена после того, как Рейми решил больше не продолжать прямое продолжение Человека-паук 3: Враг в отражении. В январе 2013 года Фелисити Джонс вела переговоры о присоединении к фильму Новый Человек-паук: Высокое напряжение, в роли Харди. Она Чёрной кошкой в фильме не стала.
В декабре 2013 года Sony показала, что планирует использовать «Новый Человек-паук: Высокое напряжение», чтобы создать свою собственную расширенную вселенную, основанную на персонажах Marvel, на которых у студии были права, включая Венома. Ави Арад и Мэтт Толмах будут снимать фильмы как часть франшизы, в которую также войдут "Новый Человек-паук и «Новый Человек-паук: Высокое напряжение» режиссёра Марка Уэбба. Однако, после того, как «Новый Человек-паук: Высокое напряжение» провалился в прокате и был разгромлен критиками, Sony был под огромным сомнением на расширение франшизы и дату релиза третьей части перенесли. Началось развитие женского супергероя в расширенной вселенной, когда Лиза Джой написал сценарий. Потенциальные персонажи, которые будут представлены в фильме, включают Харди, Серебряного Соболя, Архангела и Женщину-паука. К октябрю 2014 года запланированный фильм был известен под рабочим названием «Трехграничная граница» и был настроен как групповой фильм с участием более чем одного из персонажей супергероев, связанных с Человеком-пауком. В январе 2015 года Джонс выразила заинтересованность в том, чтобы повторить свою роль Харди и её альтер эго Чёрную кошку, но заявила, что для неё не было планов сделать это. В следующем месяце Sony и Marvel Studios объявили о новом партнерстве, которые стали производить следующий фильм Человека-паука для Sony и объединяют персонажа в свою Кинематографическую вселенную Marvel. Sony все ещё планировала производства побочных фильмов, включая женских супергероев, но в конечном счёте в ноябре 2015 года они были отменены.
Это так в моей теме с точки зрения этих двух женских персонажей, кто они и чем они занимаются. Это идеальный способ для меня погрузиться во вселенную Marvel, чтобы сосредоточиться на этих двух женщинах, которых я действительно уважаю и не могу дождаться, чтобы воплотить их в жизнь.
В марте 2017 года, после новостей о том, что Sony возродила фильмы Человека-паука с участием персонажа Венома, компания также решила возродить фильм Серебряное и Чёрное с Крисом Йостом, переписывающим сценарий Джой. Толмач и Эми Паскаль должны были создать фильм, в котором будут присутствовать как Серебряный Соболь, так и Чёрная кошка, и главное, чтобы фильм не пересекался с новым фильмом «Человек-паук: Возвращение домой». В мае этого года Sony объявила, что её новая общая вселенная будет называться «Вселенная Marvel» от Sony, начиная с «Венома» в октябре 2018 года. Фильм Серебряного Соболя и Чёрной кошки официально был назван «Серебряное и Чёрное», а Джина Принц-Байтвуд подписал контракт. Эмили Кармайкл также сыграет роль. Принц-Байтвуд планировала взять на себя этот фильм, но в то время была уже сосредоточена на другом проекте. Когда ей показали сценарий для «Серебряного и Чёрного» от Sony, она «увидела фильм в своей голове, когда она его читала, и это была захватывающая вещь. Съёмки должны были начаться в конце 2017 года.

## Предварительное производство
В июне 2017 года Паскаль сказала, что Sony теперь планирует иметь свои новые фильмы на основе Marvel в „том же мире“, что и „Человек-паук: Возвращение домой“, описывая их как „дополнение“ к этому миру. Она сказала, что „Серебряное и Чёрное“ будет связан с „Веномом“, и что есть потенциал для того, чтобы „Человек-паук“ в исполнении Тома Холланда появился в обоих фильмах. К этому моменту Принц-Байтвуд писала новый сценарий, и начала планировать визуальные эффекты, музыку и актёрский состав на короткое время для фильма. Принц-Байтвуд была вдохновлена фильмом Чудо-женщина», который был выпущен вскоре после того, как она подписала контракт на «Серебряное и Чёрное» , Принц-Байтвуд несколько раз встречалась с Дженкинсом, чтобы обсудить «Чудо-женщину», и получить совет по режиссуре такого фильма.
В июле президент Columbia Pictures Сэнфорд Панич объяснил, что Sony не заинтересована в создании «обычных кино-комиксов» и хотела дать каждому фильму в своем ВМ отличный стиль. «Серебряное и Чёрное» считался тёмным фильмом по сравнению с «Тельма и Луиза» (1991) и «Успеть до полуночи» (1988). Принц-Байтвуд хотела исследовать «историю двух поврежденных женщин, которые воюют друг с другом, но нуждаются друг в друге, чтобы выжить», и отметила, что обоих персонажей преследует смерть своих родителей в комиксах. фильм был официально установлен для выхода 8 февраля 2019 года, со злодеями Хамелеоном, Надгробьем и Тарантулом. В декабре Рут Э. Картер присоединился к проекту в качестве художника по костюмам, сделав это и для Marvel в Чёрной пантере, и Кристи Зиа подписала контракт на производство в январе 2018 года.
Съёмки должны были начаться 5 марта 2018 года и продлиться до середины июня, в первую очередь съёмки должны были состоится в Атланте, Джорджии под рабочим названием «Трехграничная граница». Дополнительно предполагалось, что съёмка состоится в Мексике, по слухам, чтобы изобразить область Тройной границы, граничащую с Бразилией, Аргентиной и Парагвой. Линдси Беев и Женева Робертсон-Дворет написали новый сценарий к середине февраля 2018 года, который они вернули Принцу-Байтвуду.

## Задержка и отмена
Планы по началу съёмок были отложены на неопределенный срок к концу февраля, потому что Принц-Байтвуд еще не была довольна сценарием. Дополнительная предварительная работа, такая как дизайн костюмов, также была отложен до тех пор, пока не будут выполнены повторные записи.
Принц-Байтвуд сказала в мае, что она действительно хочет сделать что-то другое в жанре и просто хочет возвысить этих двух персонажей и выпустить их в мир. Она добавила, что, хотя оба персонажа изображены как белые в комиксах, она намеревалась «немного поиграть с кастингом», бросив чёрную актрису в одну из главных ролей, желая «получить хорошую чёрную женщину на экране в этот жанр». К концу месяца Принц-Байтвуд всё ещё работала над сценарием, объясняя, что всё начинается со скрипта. Вскоре после этого в начале июня Sony сняла фильм со своей даты выпуска в феврале 2019 года и начала активно искать новую дату выхода фильма.
Отметив свою роль режиссёра экспериментального эпизода для сериала Marvel Плащ и Кинжал, «Принц-Байтвуд» сказала, что она была рада войти в мир чуда и научилась «таким классным, инновационным вещам» с Marvel Television, которые она могла затем применить к фильмам. По поводу увеличения бюджета она сказала: «Если вы собираетесь потратить столько денег, давайте сделаем так, чтобы мы рассказывали хорошую историю», поэтому она решила отложить съёмку до тех пор, пока она не была довольна сценарием. Режиссёр добавила, что у неё есть потенциал для начала производства по другому проекту, прежде чем начнётся съёмка фильма «Серебряное и Чёрное», если сценарий ещё не готов; через месяц она подписала контракт на адаптацию из комикса «Старая гвардия» сначала, планируя начать съёмку этого проекта к концу 2018 года.
В августе Sony официально отменила «Серебряное и Чёрное» с намерением переделать проект на два отдельных сольных фильма, посвященных каждому из персонажей названия. Официальное решение не было принято в то время, но Принц-Байтвуд не должена была руководить ни одним из новых фильмов. Через месяц Толмач задал вопрос о прогрессе проекта «Серебряное и Чёрное» и не признал это решение Sony, просто сказала, что они «всё ещё работают над скриптом».

## Наследие
Ожидается, что первые из новых сольных фильмов, которые будут переработаны от «Серебряного и Чёрного», станет фильмом, ориентированным на Чёрную кошку, причём один из них покажет Серебряного Соболя, чтобы следовать этому. Если Принц-Байтвуд не вернётся в качестве режиссёра для новых проектов, она останется в роли продюсера. Sony была непреклонна во время анонса новых фильмов о том, что Принц-Байтвуд будет заменена другими режиссерами.
В январе 2020 году объявили, что персонажи всё-таки объединятся в совместном проекте, но это будет не фильм, а сериал.